# Лялька Хаката

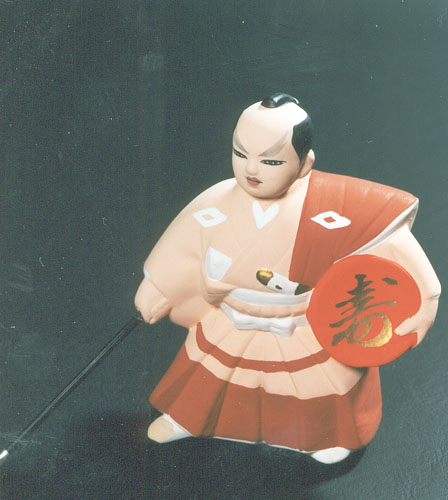
Фігурка самураю

Лялька Наката (яп. 博多人形, Hakata ningyō)  — традиційна японська глиняна лялька, родом із міста Фукуока, частина якої раніше називалася Хаката. Є  офіційною одиницею традиційних японських ремесел, визначених Міністерством економіки, торгівлі та промисловості Японії. 

## Історія

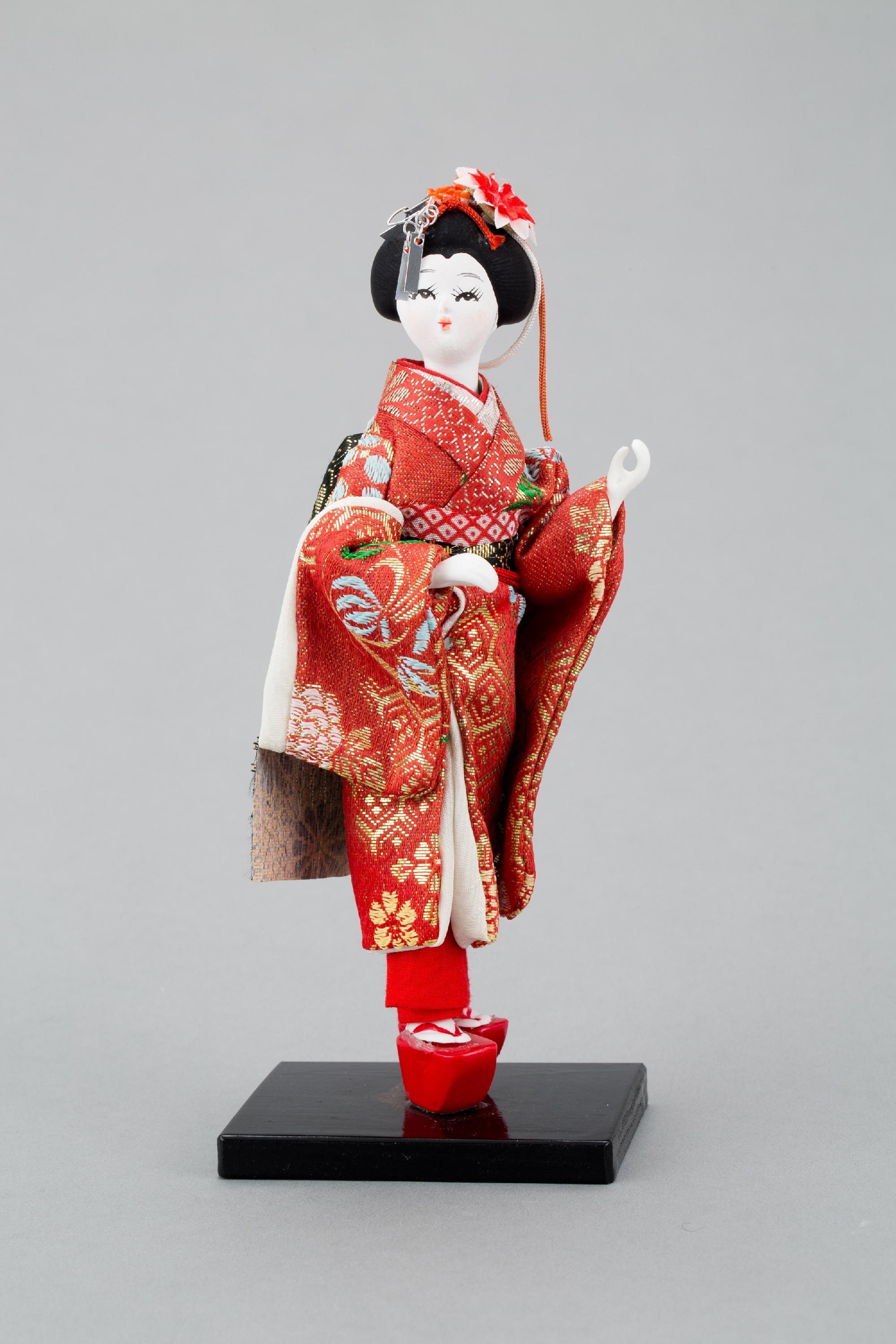
Лялька Хаката

Загальноприйнято, що ляльки  Хаката з'вилися у 17 століті . Ремісники виробляли ляльок  з глині, в якості підношення буддійським храмам або в якості подарунків  правителю Хаката. У Хакаті проводиться  відомий фестиваль Хаката Гіон Ямакаса.  Ямакаса - це прикрашені фігурками платформи, на яких зображені історичні чи міфічні події японської культури. Фігурки-ляльки зроблені з дерева, але вважається, що спосіб виробництва  Ямакаса для фестивалю сильно вплинув на ляльку Хаката.
Ляльки Хаката з'явилися в 1890 році на Національній промисловій виставці в Японії. Витончено виготовлені з насиченим забарвленням у 1900 році ляльки Хаката на Всесвітній виставці у Парижі залучили велику  увагу до себе та стали предметом обговорення. Зараз вони знаходяться в колекції в Музеї загального дослідження Токійського університету. 
Наприкінці 19 століття ляльки Хаката перетворилися з простих іграшок  у витвори мистецтва.
До США лялька Хаката (як сувінир) потрапила після повернення  американських солдат з окупаційної Японії після Другої світової війни та швидко здобула популярність. Незабаром Японія почала експортувати ляльки Хаката у США. У той же час лялька Хаката стала добре відома у країні, а фабрики почали випускати ляльок Хаката меншої якості.

## Виробництво
Виробництво ляльок Хаката має декілька етапів. По-перше: замішування глини. Потім цією масою  заповнюють форму і обпалюють у печі. Далі йдуть важливі етапи фарбування ляльки і додавання рисунків. Для цього ділянки  ляльки, які бідуть без одягу (обличчя, кисті рук)  покриваються гофуном (розчином, що виготовляється з порошку раковин устриць, молюсків або морських гребінців). Потім знову фігурку відновляють до печі де вона буде обпалюватися при температурі близько 900 °C,щоб зробити ділянки  блискучими та білими. Потім лялькар у майстерні малює деталі ляльки, використовуючи шорстку неглазуровану поверхню ляльки. Один з найважливіших етапів відомий як «менсо», коли лялькар малює пензликом обличчя ляльки. Це потребує використання ультратонкого пензлика для фарбування рота, очей і брів.Це кропітка робота, яка вдихає нове життя в ляльки Хаката.
Зараз ляльки Хаката, які виробляють для масового споживача, фарбують хімічною фарбою, а ляльки Хаката, які виробляються для колекціонерів,  з точки зору збереження традицій, фарбують гофуном.

## Типи ляльок Хаката
- Но маски
- Кабукі
- Красиві речі (створення прикрас для інтер'єру)
- Самурайська тематика
- Щасливі ляльки (Сім божеств удачі)
- Дитячі
- Фестивальні
- Дошамоно
- Іграшка
- Зодіакальні [3]